# Пираты XXI века
«Пираты XXI века» — шестой студийный альбом ска/панк-рок-группы «Ленинград».
«Пираты XXI века» стал одним из самых успешных альбомов группы.
Песня «WWW» вывела Ленинград на вершину хит-парада «Чартова дюжина», на неё был снят анимационно-коллажный клип. Другой клип был снят на песню «Мне бы в небо».

## Список композиций
| №                   | Название                   | Длительность |
| ------------------- | -------------------------- | ------------ |
| 1.                  | «WWW»                      | 2:47         |
| 2.                  | «Бляди»                    | 3:31         |
| 3.                  | «Пидарасы»                 | 2:54         |
| 4.                  | «Комон эврибади»           | 2:15         |
| 5.                  | «Собака Баскервилей»       | 2:17         |
| 6.                  | «Резиновый мужик»          | 1:25         |
| 7.                  | «Мне бы в небо»            | 3:36         |
| 8.                  | «Люди не летают»           | 2:24         |
| 9.                  | «У меня есть всё»          | 4:26         |
| 10.                 | «Новый год»                | 2:10         |
| 11.                 | «Бананы»                   | 3:41         |
| 12.                 | «Без тебя»                 | 3:25         |
| 13.                 | «Привет, Джимми Хендрикс!» | 3:34         |
| 14.                 | «Ласточка» (бонус-трек)    | 3:14         |
| Общая длительность: | Общая длительность:        | 41:46        |

## Участники записи
- Сергей «Шнур» Шнуров — вокал, бас-гитара, гитара, акустическая гитара, шумы
- Роман «Ромэро» Фокин — саксофон
- Александр «Сашко» Привалов — труба
- Василий «Кузнечик» Савин — тромбон
- Алексей «Микшер» Калинин — ударные, перкуссия
- Александр «Пузо» Попов — большой барабан, вокал
- Дмитрий «Антенна» Мельников — ударные
- Дэн Калашник — гитара
- Григорий «Зонтик» Зонтов — саксофон
- Роман «Шухер» Парыгин — труба, гитара
- Михаил Гопак — тромбон
- Владислав «Владос» Александров — тромбон
- Андрей «Дед» Кураев — бас-гитара
- Денис «Кащей» Купцов — барабаны
- Константин «Лимон» Лимонов — гитара
- Максим «Макс» Темнов — бас-гитара, контрабас
- Денис «Дэнс» Можин — барабаны
- Всеволод «Казаться Рада» Андреев — бэк-вокал
- Света Колiбаба — подпевки